# Mateo y Trasante

Mateo y Trasante es un disco grabado a dúo por Eduardo Mateo y Jorge Trasante en 1976. Es el segundo disco de Mateo, tras la grabación de su primer disco solista, Mateo solo bien se lame, cinco años antes. La autoría de todas las canciones corresponde a Eduardo Mateo. La mezcla del disco concluyó el 20 de septiembre de 1976 y salió a la venta a fines de ese año bajo el sello Sondor en formato vinilo y casete.

## Antecedentes
Durante su carrera, Mateo había tenido ya varios encuentros creativos con percusionistas. En la etapa de El Kinto trabajó con Ruben Rada, «Chichito» Cabral y Luis Sosa. Tras la grabación de Mateo solo bien se lame, Jorge Trasante fue frecuentemente convocado para colaborar como percusionista en varios de los conciertos de Eduardo Mateo. De colegas y músicos cercanos, pasaron a conformar una amistad y descubrieron que ambos tenían en aquella época intereses musicales similares; particularmente compartían el gusto por la música de la India y la búsqueda del aspecto «espiritual» de la música en general. 
Durante 1975 comenzaron a encontrarse en casa de Trasante, donde, con intención de tocar juntos en vivo, ensayaban y arreglaban canciones nuevas que Mateo llevaba. Recién cuando éstas estuvieron refinadas, propusieron a Enrique «Quique» Abal, director artístico de Sondor, la grabación del disco. Al respecto, dice Jorge Trasante:

(...) la idea nuestra, en junio-julio del 75 era solo juntarnos para tocar, y ver qué hacíamos, si salía algún pique, y nada más. No estaba ya la idea de hacer un disco. Y empezamos con «Dulce brillo» que trajo primero, como podría haber sido cualquier otro tema... Era así, traía un texto Mateo, que sacaba papelitos de aquí o allá, y nos poníamos a trabajar. Y poco a poco nos encontramos con que teníamos tres, cuatro temitas, así que nos seguimos enganchando —porque la idea más bien era la de tocar juntos—, y nos empezamos a embalar y dijimos, pará loco... esto da como para hacer algo... (...) Para cuando sabemos que esto sería finalmente un disco ya estaban «hechos» todos los temas.

## Grabación
La grabación insumió menos de cien horas de estudio. A pesar de que el material a incluir ya se encontraba listo tras un año entero de ensayo, se utilizó parte del tiempo para la experimentación, particularmente en relación con la superposición que permitía el Ampex de ocho pistas de Sondor -primero en el Uruguay- y, de igual modo, en lo que respecta al sonido de la percusión. En este último aspecto, Mateo y Trasante intentaban conseguir un sonido de tipo hindú, afinando la conga de manera muy grave y el quinto demasiado agudo, o incluso creando sus propios instrumentos (como el «berimbau» tocado por Trasante en Canción para renacer y Canción para el tamborero, creado por «Piruch»o Homero Diano a partir de una concha de mar y una calabaza). Tanto la grabación como la mezcla estuvieron a cargo de José Luis Musetti.
Todas las bases de voz, guitarra y percusión, fueron grabadas en directo, utilizándose las pistas sobrantes para los arreglos experimentales. Por su parte, las tomas alternativas fueron, por lo general, muy pocas.
Tanto el musicólogo Guilherme de Alencar Pinto, autor de la biografía de Eduardo Mateo Razones locas. El paso de Eduardo Mateo por la música uruguaya, como el propio Trasante, concuerdan con el hecho de que, a diferencia de lo sucedido en Mateo solo bien se lame, el proceso de grabación de Mateo y Trasante fue especialmente prolijo y se desarrolló sin ningún problema.

## Repercusión y simbología
A la salida del disco a la calle, muchos músicos uruguayos entendieron que el disco era de bajísimo nivel, entre ellos Jaime Roos que en diversas oportunidades comentó que la primera vez que escuchó ese disco se rio mucho porque no podía entender como músicos de esa talla podían sacar un disco así y que fue después de escucharlo por segunda vez se dio cuenta de que no era tan sencillo - en el aspecto compositivo y de ejecución instrumental- y que junto al disco Mateo solo bien se lame son sus favoritos.

En esta etapa de composición, Mateo estaba inspirado por la tristeza y soledad que vivía. La mayor parte de sus amigos más cercanos se habían ido del país por la dictadura cívico-militar y el propio Jorge Trasante haría lo mismo al poco tiempo de la grabación del disco. Esa tristeza fue motivadora de canciones como Canto a los soles y Un canto para mamá. A pesar de ser un disco oscuro y arriesgado, que se distingue de Mateo solo bien se lame por su complejidad, están grabadas en este disco varias de las canciones más transitadas de Mateo, como Amigo lindo del alma, Canción para renacer, El blues para el bien mío, y Palomas, que tienen una connotación de luz y optimismo.

## Lista de canciones
Lado A
1. Dulce brillo
2. Canto a los soles
3. Amigo lindo del alma
4. Y hoy te vi
5. Palomas

Lado B
1. Un canto para mamá
2. El blues para el bien mío
3. Canción para renacer
4. Voz de diamantes
5. Canción para el tamborero

## Créditos
- Eduardo Mateo: voces, guitarras, bajo (excepto en Amigo lindo del alma), palmas en Dulce brillo.
- Jorge Trasante: percusión (excepto en Y hoy te vi y Voz de diamantes).
- Marcos Szpiro: flauta en Amigo lindo del alma y Canto a los soles.
- Roberto Galletti: batería en Amigo lindo del alma.
- Eduardo Márquez: bajo en Amigo lindo del alma.

## Reediciones
- En septiembre de 1994, Mateo solo bien se lame y Mateo y Trasante fueron reeditados en CD por el sello Sondor, bajo la coordinación de Jaime Roos, con el nombre de Mateo Clásico. Volumen 1.
- Reeditado en CD por Sondor en 2006.
- Reeditado en CD por Lion Productions, Estados Unidos, en 2010.

## Temas versionados
- En 1971, Diane Denoir grabó una versión de Y hoy te vi para su disco Diane Denoir; posteriormente, otra versión del tema aparecería en el disco Inéditas de Denoir y Mateo, publicado en 1998.
- En 1976, el cineasta argentino Raúl de la Torre incluyó una versión de Sandra Mihanovich de Y hoy te vi como tema principal en su película Sola.
- En 1981, el músico argentino Horacio Molina incluyó una versión de Y hoy te vi en su disco L’homme étrange.
- En 1982, la cantante argentina Sandra Mihanovich incluyó una versión de Y hoy te vi en su disco Puerto pollensa.
- En el disco La penúltima Musicasión: homenaje a Mateo, editado en 1991, Urbano Moraes grabó Canción para renacer y Un canto para mama.
- En 1994, el músico uruguayo Carlos Vidal grabó una versión de Y hoy te vi para su disco Íntimo. Ésta se incluyó solamente en la edición en CD.
- En 1995 se incluyó una versión de Amigo lindo del alma en el disco El puente de Jaime Roos. Fue grabada por Roos, Hugo Fattoruso y Ruben Rada.
- En 2000, el músico Gato García incluyó una versión de El blues para el bien mío en su disco Atlántico.
- En 2003, el cuarteto de cuerdas El Club de Tobi versionó en forma instrumental los temas Palomas y Canción para renacer en su disco Anselmo.
- En 2010, la músico japonesa Mio Matsuda incluyó una versión de Canto para Mamá acompañada por Hugo Fattoruso en su disco Flor Criolla, .
- En 2011, la músico japonesa Mio Matsuda incluyó una versión de Y hoy te vi acompañada por Hugo Fattoruso  en su disco Compás del Sur.
- En 2012, el músico argentino Ramiro Vergara incluyó una versión de Blues para el bien mio en su disco Espejo Retrovisor